# Slaterocoris apache
Slaterocoris apache är en insektsart som beskrevs av Kelton 1968. Slaterocoris apache ingår i släktet Slaterocoris och familjen ängsskinnbaggar. Inga underarter finns listade i Catalogue of Life.